# Teleset
Teleset é uma produtora de televisão com sede em Bogotá, Colômbia. Ela produziu Metástasis, o idioma espanhol remake de Breaking Bad.

## História
Teleset foi fundada em 1995 e é uma das maiores produtoras independentes de televisão Colombina. Em 29 de janeiro de 2009, a Sony Pictures Television International adquiriu uma participação de 50% na empresa. Em 1 de abril de 2009, a  Sony Pictures Entertainment consolidadou a Teleset com suas outras empresas de televisão americanas e internacionais.

## Produções
- Amor en Custódia
- El Auténtico Rodrigo Leal
- La Irmã Bebê
- Rosario Tijeras
- Cuando quiero llorar no lloro
- Juegos Prohibidos
- Marido a Sueldo
- Los Protegidos
- El Inútil
- Isa TK+
- Señorita Pólvora

Teleset também produziu versões locais das seguintes séries estrangeiras.
| Séries Estrangeiras       | Versão Colombiana             |
| ------------------------- | ----------------------------- |
| Salve-se Quem Puder       | Duro contra el muro           |
| Breaking Bad              | Metástasis                    |
| Dancing with the Stars    | Bailando por un Sueño         |
| PokerFace                 | El Jugador                    |
| Popstars                  | Popstars Colômbia             |
| Sobrevivente              | Expedición Róbinson           |
| Quem Quer Ser Milionário? | ¿Quién quiere ser millonario? |
| O Fator X                 | El Factor X                   |